# Martina Školková

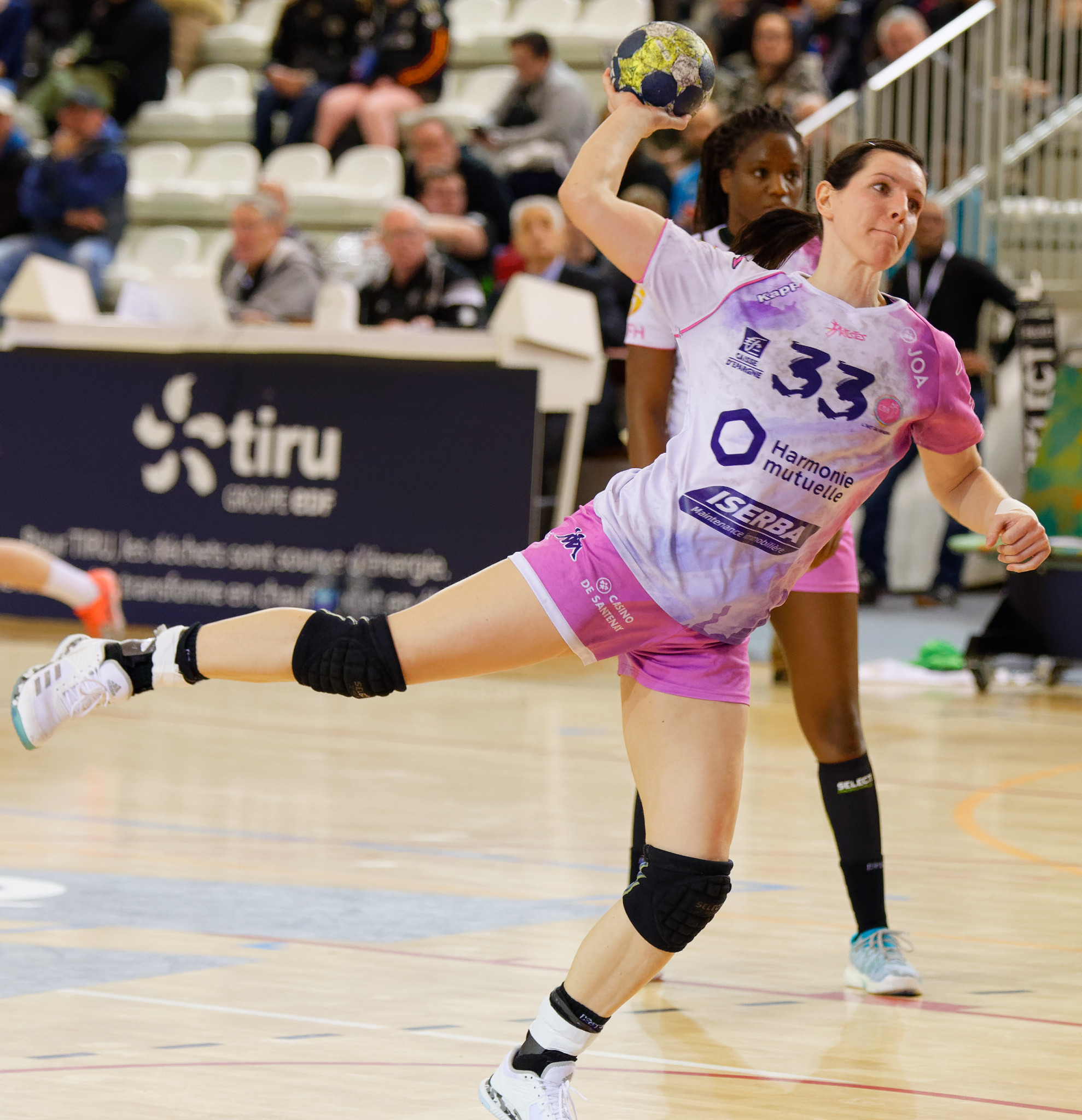
Rencontre entre Issy Paris Hand et Dijon.A Issy Les Moulineaux, le 25 février 2018.

Martina Školková, née le 21 décembre 1984 à Bratislava, est une joueuse internationale slovaque de handball, évoluant au poste d'arrière gauche.

## Carrière
Pour la saison 2018-2019, après neuf années à Dijon, elle s'engage avec Nice.

## Palmarès

### En club
compétitions nationales
- vice-championne de France en 2019 (avec OGC Nice)
- finaliste de la coupe de France en 2013 (avec le Cercle Dijon Bourgogne)
- championne de France de D2 en 2014 (avec le Cercle Dijon Bourgogne)

### En sélection
- participation au championnat d'Europe 2014[3]

### Distinctions personnelles
- meilleure joueuse de 2e division en 2013-2014[4]